# Fort Canning

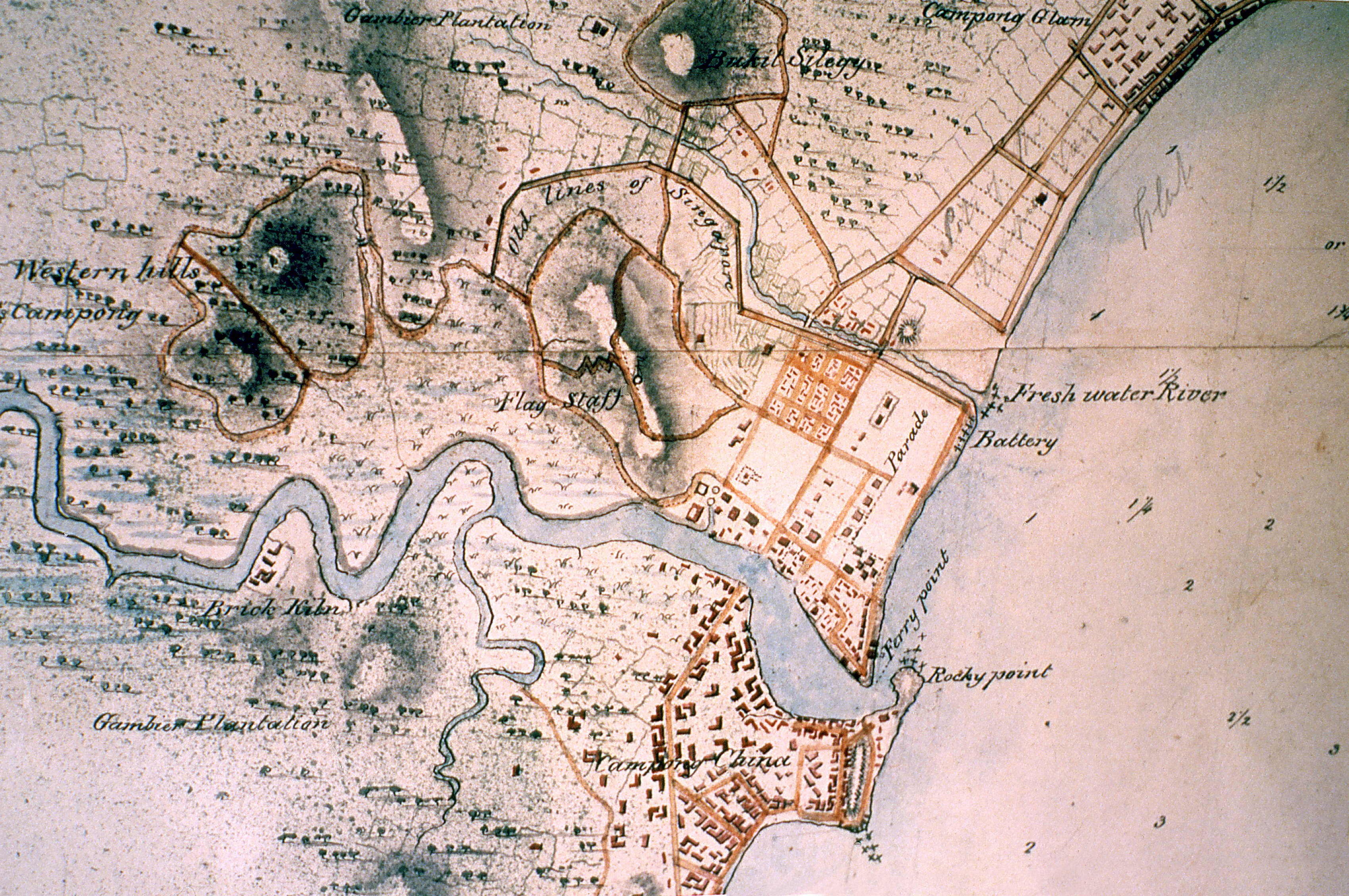
Areal von Fort Canning, etwa 1825

Fort Canning (Festung Canning) in Singapur, eine bis heute in Resten noch vorhandene militärische Festung des 19. und 20. Jahrhunderts, befindet sich auf dem knapp 50 Meter hohen Hügel Fort Canning Hill (heute auch Fort Canning Park), früher Government Hill bzw. Singapore Hill bzw. Bukit Larangan (malaysisch für Verbotener Hügel) genannt. Die Festung befindet sich in der Region Central. Die Geschichte der Festung reicht bis hin in das 14. Jahrhundert. Im 20. Jahrhundert befand sich auf dem Gelände der Festung Fort Canning Bunker, heute bekannt als The Battle Box.

## Frühe Geschichte
Die Geschichte der Festung reicht bis hin in mindestens das 14. Jahrhundert, als am Nordufer des Singapore River das Gebiet, bekannt als Temasek (auch Temasik, deutsch etwa „Seestadt“), mit den Siedlungen Banzu (auch Ban Zu) und Long Ya Men zu finden war; Temasek war der Name, der wahlweise nur für den Hafen oder auch für die ganze Insel benutzt wurde. Das Gebiet wird bereits 1330 von einem chinesischen Reisenden erwähnt: Wang Dayuan beschrieb seine Reisen in Asien, darunter auch in Singapur, in seinem Reisebericht Daoyi zhilüe. Der Herrscher dieses Gebietes namens Sri Tri Buana beschloss, sein Inselreich das Königreich Singapura (Singapura, auch Singa Pura, bedeutet auf Sanskritisch in etwa „Löwenstadt“) zu nennen, wie die Stadt auch hieß. Das Zentrum dieses Königreichs befand sich offenbar um den heutigen Fort Canning Hill, wo sich die Bevölkerung am Nordufer des Flusses ansiedelte, der Hügel selbst blieb der Herrscherelite vorbehalten (daher auch die Bezeichnung „Kolonikal-Viertel“), die dort auch einen Palast errichtete. Es gibt Anzeichen dafür, dass zumindest der Hügel über festungsartige Verteidigungsanlagen verfügte. Später wurde hier eine königliche Begräbnisstätte eingerichtet, was zur Entstehung des malaysischen Namens Bukit Larangan oder „Verbotener Hügel“ führte (dieser Name hielt bis 1822). Reste der damaligen Gebäude und der Siedlung wurden noch 1820 sichtbar.

## 19. Jahrhundert (Entstehung des Festung)

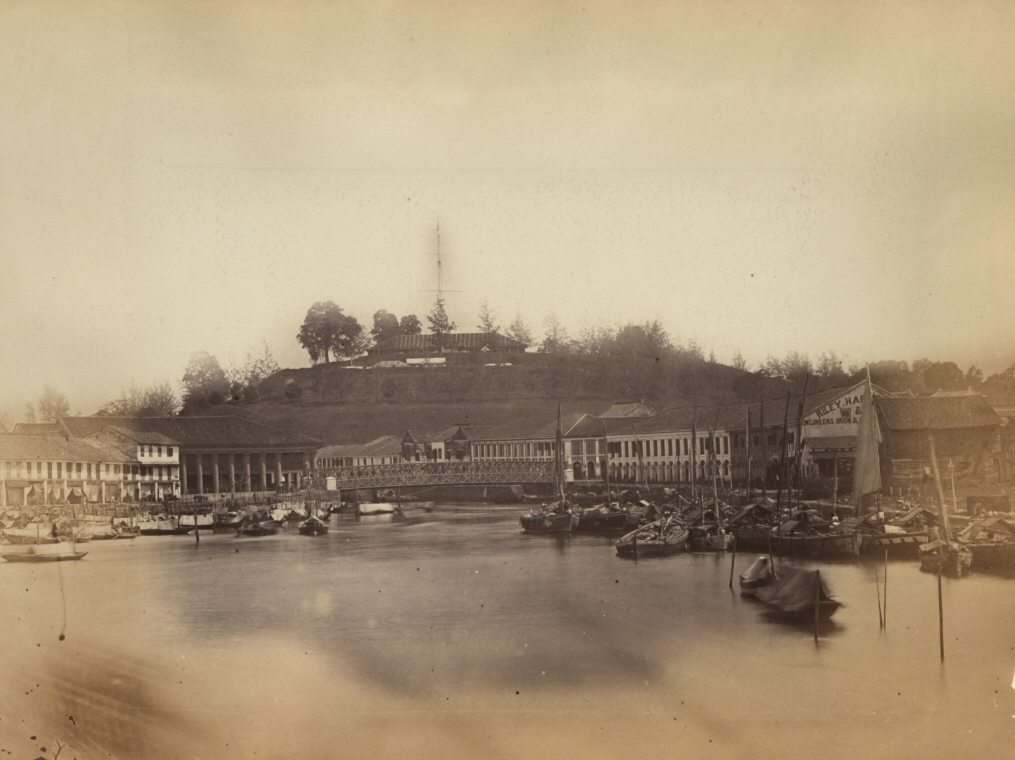
Fort Canning Ende des 19. Jahrhunderts

Nach der Eingliederung Singapurs in das britische Reich wurde 1819/1822 auf dem Hügel eine Residenz für Sir Raffles errichtet und später zum Government House (Regierungshaus) umbenannt. Der Hügel wurde seitdem Government Hill (teilweise auch Singapore Hill) genannt. 1859 wurde das Regierungshaus abgerissen, um Platz für den Bau einer Artillerie-Festung zu machen. Die Festung wurde 1861 fertiggestellt und nach dem ersten Vizekönig von Indien, Charles Canning, benannt.
Fort Canning wurde schließlich 1907 abgerissen, ohne je für seinen Zweck, die Verteidigung von Singapur, eingesetzt worden zu sein. Die Festung erwies sich als eine Fehlplanung: angreifende Kriegsschiffe hätten nah genug kommen können, um die Stadt mit Kanonen zu zerstören, ohne dabei in die Reichweite der Festungsgeschütze zu kommen. Außerdem besaß die Festung keine Frischwasserquellen. Die in den 1860er Jahren aufgestellten insgesamt 17 Geschütze sind nicht mehr vorhanden, die zwei, die sich heute auf dem Gelände befinden, stammen aus einer anderen Festung.

## Fort Canning Bunker, Battle Box
Noch lange vor dem Ausbruch des Zweiten Weltkrieges beschloss die britische Armee, ein Hauptquartier für das Malaya Command in Singapur zu errichten. Das Hauptquartier des Singapore Base Districts, bekannt als Headquarters Malaya Command Operations Bunker (kurz „The Canning Fort Bunker“, heute „The Battle Box“), wurde ab 1936 gebaut und 1941 fertiggestellt. Es war ein Operationszentrum, bestehend aus unterirdischem Raum- und Tunnelsystem. Der Bunker umfasste etwa 20 Räume und verfügte über einen Chiffrier- und Planungsraum, eine Telefon- und Signalzentrale, Leitzentrum für die Geschütze, und er besaß einen Stromgenerator sowie eine Lüftungsanlage. Der Bunker wurde bomben- und überflutungssicher gebaut und befand sich in einer Tiefe von neun Metern.
Nach der japanischen Besetzung Singapurs am 8. Februar 1942 wurden im Fort Canning Bunker am 14. Februar 1942 alle Gegenstände in einem Lagerfeuer verbrannt, nach der Kapitulation am 15. Februar 1942 zog die japanische Armee in den Bunker ein. Nach der Kapitulation der Japaner 1945  beschlossen die Briten, den Bunker zu versiegeln, mit der Erlangung der Unabhängigkeit Singapurs 1963 übergaben sie ihn an das  singapurische Militär (SAF). Danach fand das Gelände lange Zeit keine Verwendung, bis man 1988 die Idee untersuchte, hier eine Gedenkstätte zu errichten. Seit dem 31. Januar 1992 diente das Gelände als eine Touristenattraktion, die Battlebox wurde  am 15. Januar 1997 nach einer Restaurierung als Museum zugänglich gemacht. Nach einer Schließung von 2013 bis 2016 wurde sie als Battlebox Visitor Centre wiedergeöffnet, und 2017 als das beste Museum in Singapur ausgezeichnet.